# Save a child's heart
L’association Save a child's heart (Sauver le cœur d’un enfant) est un programme médical israélien qui a pour but de soigner les problèmes cardiaques de jeunes patients (nouveau-nés et adolescents) issus de pays en développement.
Cette association est basée au centre médical Wolfson, à Holon, banlieue sud de Tel-Aviv.
Depuis sa création en 1996, SACH a traité plus de 1900 enfants.
Les enfants concernés viennent des quatre coins du monde, y compris de Chine, du Congo, d’Équateur, d’Érythrée, d’Éthiopie, du Ghana, d’Iraq, de Jordanie, de Moldavie, du Nigeria, des territoires palestiniens, de Russie, du Sri Lanka, d’Ukraine, du Vietnam, et de l'archipel de Zanzibar. 
À l'heure actuelle, les locaux de SACH en Israël accueillent 11 irakiens, 6 palestiniens, 5 éthiopiens, 6 zanzibarites, 2 haïtiens, 1 sénégalais et 1 ougandais. L'Ouganda et Haïti sont les 30e et 31e pays avec lesquels SACH a signé des partenariats.

## Programmes
L’association Save a Child’s Heart propose plusieurs programmes :
- Un programme d’accueil en Israël de personnels étrangers : il s’agit d’une formation pour le personnel médical étranger permettant plus tard aux médecins locaux de traiter les enfants dans leur pays. Pour cela, SACH invite des médecins et des infirmières à son centre médical pour une formation post-doctorat abordant tous les aspects de la cardiologie pédiatrique.
- Un programme de formation à l’étranger, dispensé par les médecins de l’association qui se rendent à l'étranger pour enseigner la chirurgie pédiatrique.
- Un programme d’opération en Israël, pour la plupart des enfants qui font appel à SACH.
- Un programme d’opérations à l’étranger, pratiquées par le personnel israélien qui se déplace à l’étranger, en coopération avec le personnel local. Toutefois, jusqu'à ce que cet objectif soit atteint, les enfants ayant des problèmes cardiaques congénitaux sont envoyés en Israël pour les actes chirurgicaux cardiaques et autres types de soins.

Depuis la mort de son président-fondateur, le Dr Amir Cohen, Sion Houri est devenu le directeur médical de Save a Child’s Heart. Il est également directeur de l’unité de soins pédiatriques intensifs du Centre Médical Wolfson et professeur de pédiatrie à l’Université de Médecine Sackler Tel Aviv. Il a travaillé au département de soins pédiatriques intensifs à l’hôpital Memorial Miller de Californie et a enseigné à l’Université de Californie. Il est diplômé de l’Université de médecine Hadassah et de l’Université Hébraïque de Jérusalem.